# دينيس بيهان
دينيس بيهان (بالإنجليزية: Denis Behan)‏ هو لاعب كرة قدم أيرلندي، ولد في 2 يناير 1984 في ترالي ‏ في جمهورية أيرلندا. شارك مع منتخب جمهورية أيرلندا تحت 21 سنة لكرة القدم. أما مع النوادي، فقد لعب مع نادي برينتفورد ونادي كورك سيتي ونادي هارتلبول يونايتد ونادي يميريك.

## وصلات خارجية
- دينيس بيهان على موقع قاعدة بيانات كرة القدم.إي يو (الإنجليزية)
- دينيس بيهان على موقع Soccerbase.com (لاعب) (الإنجليزية)